# Kantonalismus

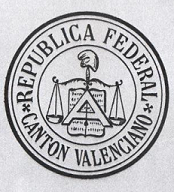
Siegel der Föderalen Republik – Kanton Valencia aus dem Jahr 1873.

Als Flagge wählten die Föderalisten in fast allen spanischen Kantonen die rote Fahne der Arbeiterbewegung

Der Kantonalismus ist eine politische Bewegung Spaniens, die darauf abzielt, den Nationalstaat in quasi-unabhängige Kantone aufzuteilen. Ausgehend von einem radikal verstandenen Föderalismus mit klaren Anleihen an die altgriechische Polis sollen sich unabhängige Städte oder aus Städten gebildete Kantone föderal zusammenschließen. Der Kantonalismus beeinflusste in hohem Maß die spanische Arbeiterbewegung, insbesondere die anarchistischen Teile derselben.
Als geschichtliches Phänomen erschien der Kantonalismus zwei Mal als bestimmendes Moment auf der politischen Bühne. Zuerst während der Ersten Spanischen Republik im Jahr 1873, wo es in der Form einer Revolución Cantonal in den Gebieten von Valencia, Cartagena, Andalusien, Salamanca, Ávila und in der Extremadura zu kantonalistischen Erhebungen kam, die sozialistische Züge trugen und meist die Anerkennung des Rechts auf Arbeit, den Achtstundentag und die Aufhebung der Verbrauchssteuern beinhalteten. Die Bewegung wurde bis Januar 1874 gänzlich unterdrückt. Gleichwohl trug sie dazu bei, dass Francisco Pi i Margall als Staatspräsident zurücktrat. Die Revolución Cantonal schockierte wie wenige Jahre zuvor die Pariser Kommune gleichermaßen die nationalkonservativen wie -liberalen Kräfte. Einen Eindruck vom Gefühl der Bedrohung, das sich bei diesen einstellte, aber auch von der Dynamik der kantonalistischen Bewegung gibt ein zeitgenössisches Zitat wieder:

„Die Radikalen hatten entdeckt, dass eine einheitliche Republik eine verkappte Monarchie sei, und ihnen zu Gefallen hatten die Cortes einstimmig die verbündete [d.h. föderale] Republik ausgerufen, ohne dass auch nur einer der Abstimmenden hätte sagen können, worüber abgestimmt wurde. Aber diese Redewendung bezauberte die Welt, man war wie im Rausch, im Delirium. Die Herrschaft der Tugend und des Glücks war auf Erden gegründet worden. Ein Republikaner, dem von seinem Feind die Bezeichnung eines Verbündeten versagt wurde, fühlte sich durch einen tödlichen Schimpf beleidigt. Auf den Straßen ging man mit den Worten: Salud y republica federal! aufeinander zu. Dann stimmte man der heiligen Zuchtlosigkeit und Selbstherrlichkeit der Soldaten Lobeshymnen an. Was war die ‚verbündete Republik‘? Die einen verstanden darunter die Gleichberechtigung der Provinzen, Einrichtungen nach dem Muster der Vereinigten Staaten oder Aufhebung der einheitlichen Verwaltung, andre wieder dachten an die Beseitigung aller Obrigkeit, den baldigen Beginn der großen sozialen Abrechnung. Die Sozialisten in Barcelona und Andalusien predigten die unumschränkte Selbständigkeit der Gemeinden und forderten die Bildung von zehntausend unabhängigen Gemeinden in Spanien, die sich selbst ihre Gesetze geben und gleichzeitig Polizei und Heer aufheben würden. Bald sah man, dass sich der Aufstand in den südlichen Provinzen von Stadt zu Stadt, von Dorf zu Dorf ausbreitete. Sobald eine Gemeinde ihr pronunciamento erlassen hatte, war ihre erste Sorge, Telegraphen und Eisenbahnen zu zerstören, um alle Verbindungen mit der Umgegend und mit Madrid abzuschneiden. Der elendeste Flecken wollte in seiner eigenen Küche kochen. Der Föderalismus hatte einem rohen, mordbrennerischen und mörderischen Kantonalismus Platz gemacht, und überall wurden blutige Saturnalien gefeiert.“

Ein weiteres deutliches Mal manifestierte sich der Kantonalismus während der Zweiten Spanischen Republik bzw. während des Spanischen Bürgerkriegs von 1936 bis 1939 und dabei vor allem als Teil der sozialen Revolution von 1936, als sich Dutzende von lokalen und regionalen Räten bildeten, die autonom von der Zentralregierung agierten und sich in einigen Fällen sogar als unabhängige Staatswesen erklärten. Dies taten etwa Asturien und León 1937 mit einer Mitteilung an den Völkerbund, ebenso 1938/39 Katalonien.